# Bret Iwan
Bret Iwan, född 10 september 1982, är en amerikansk röstskådespelare och illustratör. Han är kanske mest känd för att ha gjort rösten åt Musse Pigg efter att Wayne Allwine avled 2009. Han är den fjärde röstskådespelaren som gör Musse Piggs röst.